# Oberleitungsbuswerke Pjöngjang
Die Oberleitungsbuswerke Pjöngjang sind ein Produzent von Oberleitungsbussen und Omnibussen. Gegründet wurde das Unternehmen vermutlich Ende der 1950er oder Anfang der 1960er Jahre, der Sitz befindet sich in Pjöngjang (Nordkorea). Die meisten Modelle werden unter den Markennamen „Ch’ŏllima“ vertrieben. Der Firmensitz befindet sich an der Saemaul-Straße im Bezirk P’yŏngch’ŏn-guyŏk (Ryukkyo-dong 2).

## Fahrzeuge
Die bisher bekannten Modelle werden sortiert nach Baujahr(-en) nachfolgend erläutert:

### Ch’ŏllima 1, 2 (9.11)
Der Ch’ŏllima 1 und 2 war das wahrscheinlich erste Modell des Produzenten. Später wurde er in Ch’ŏllima 9.11 zu Ehren der 4. Parteikonferenz der Partei der Arbeit Koreas (PdAK) am 11. September 1961 umbenannt. Er wurde von 1961 bis 1970 produziert und fasste 65 Passagiere.

### Ch’ŏllima 9.25

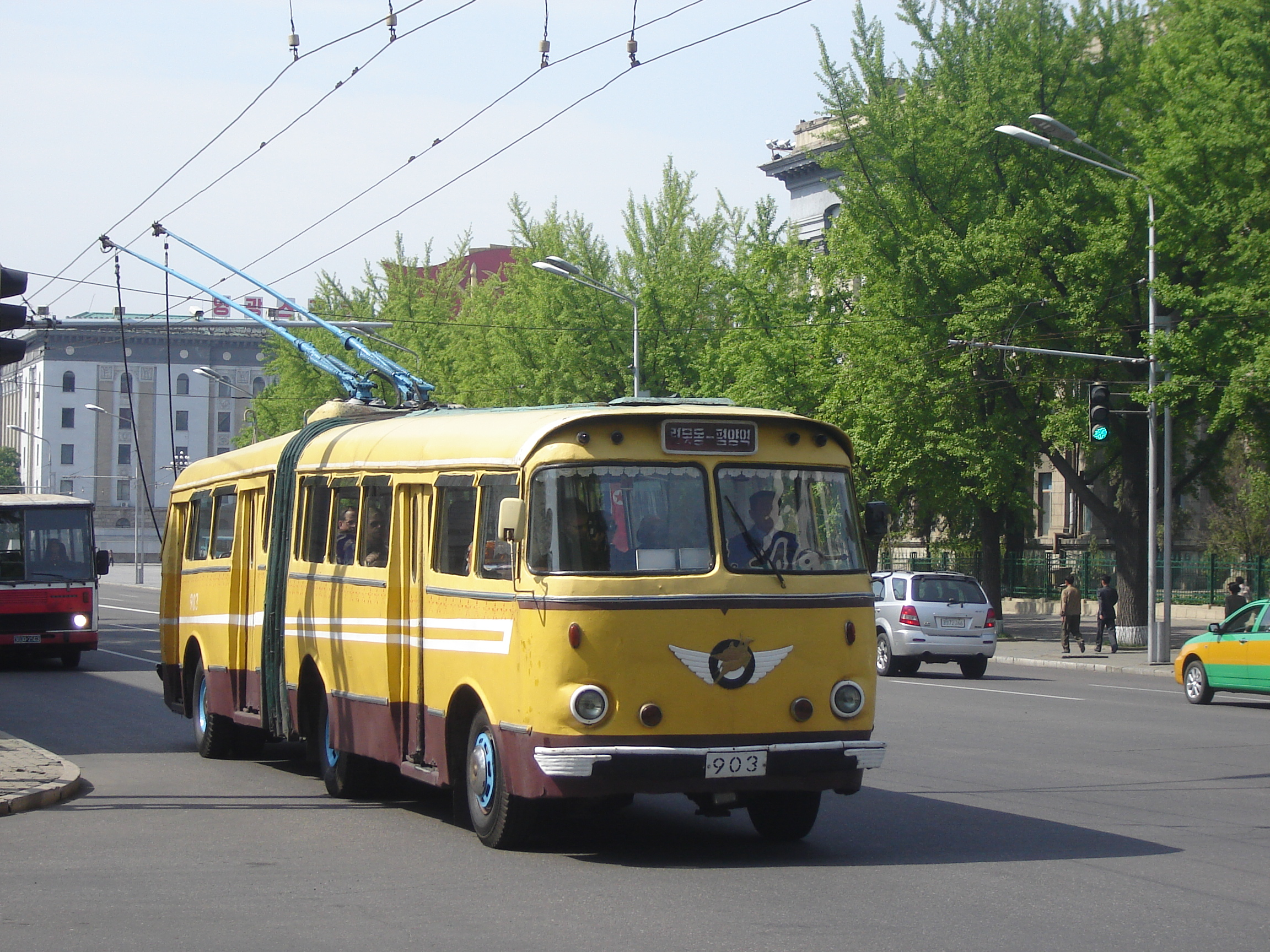
Ch’ŏllima 9.25

Der Ch’ŏllima 9.25 wurde zwischen 1963 und 1967 gebaut und war im Gegensatz zum Vorgänger ein dreiachsiger Gelenkbus.

### Pyongyang 9.25
Pyongyang 9.25 ist ein regulärer Omnibus, der mit Autogas betrieben wird. Er wurde wohl nur 1963 hergestellt und konnte bis zu 65 Personen befördern. Die Karosserie stimmt mit der des Ch’ŏllima 1, 2 bzw. 9.11 überein.

### Ch’ŏllima 70

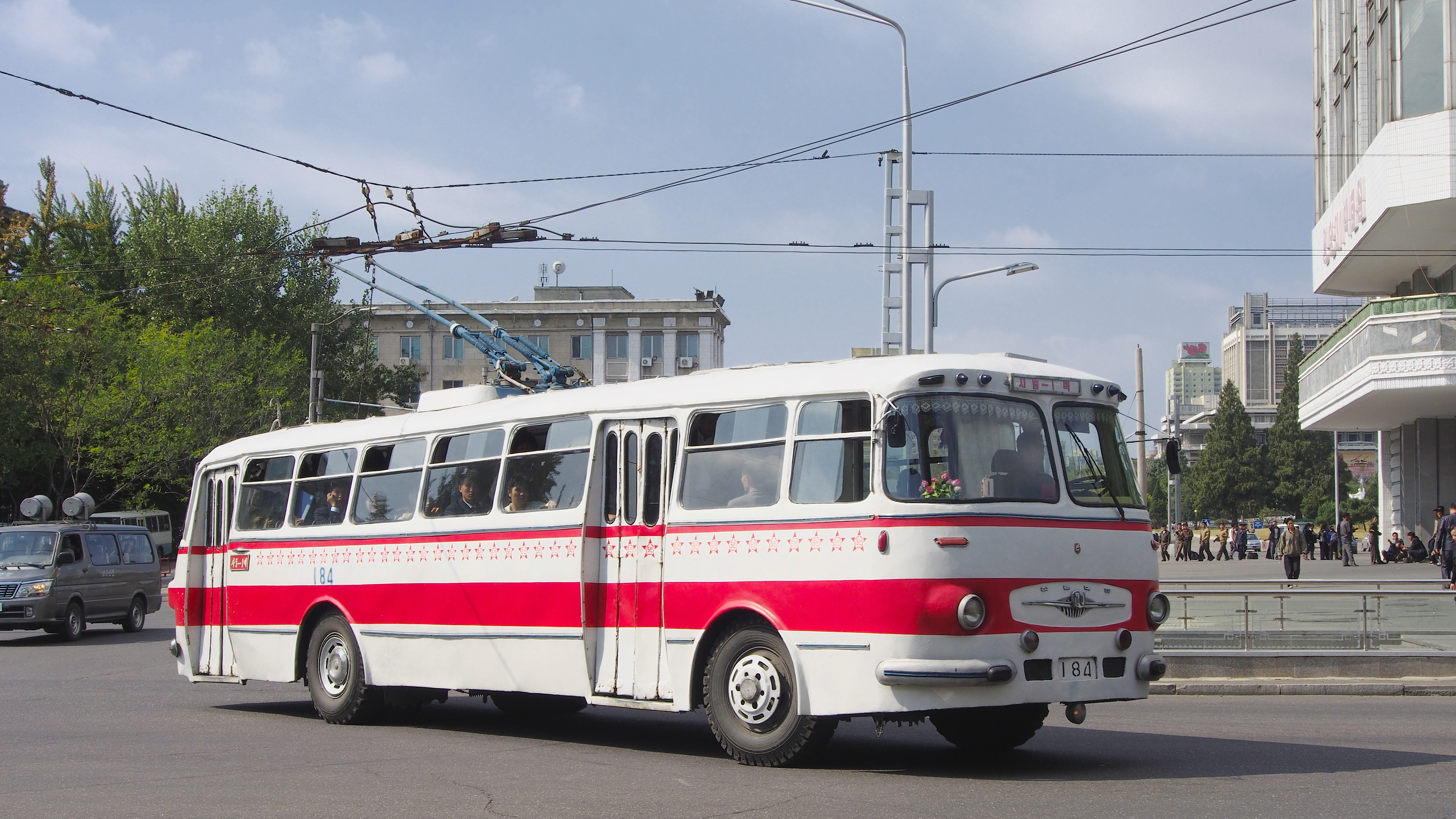
Ch’ŏllima 70

Ch’ŏllima 70 ist die Bezeichnung eines von 1970 bis 1972 produzierten Omnibusses. Er verfügt über 44 Sitzplätze, insgesamt können 90 Menschen befördert werden.

### Phipata (Ch’ŏllima 72)
Anfänglich noch als Phipata bekannt, wurde das Modell in Ch’ŏllima 72 umbenannt. Die Produktion fand zwischen 1972 und 1974 statt.

### Pyongyang 73
Pyongyang 73 ist die Bezeichnung eines kleinen Omnibusses, welcher sich seit 1973 in Produktion befand.

### Ch’ŏllima 74
Der Ch’ŏllima 74 wurde in einem Zeitraum von 10 Jahren (1974–1984) gebaut und fasste 80 Passagiere (davon 34 Sitzplätze). Er war auf einer Briefmarke von 1977 abgebildet.

### Ch’ŏllima 82
Der zweiachsige Ch’ŏllima 82 wurde vermutlich 1982 hergestellt.

### Ch’ŏllima 84
Ch’ŏllima 84 ist die Bezeichnung eines von 1984 bis Mitte der 90er Jahre produzierten Bustyps.

### Ch’ŏllima 862

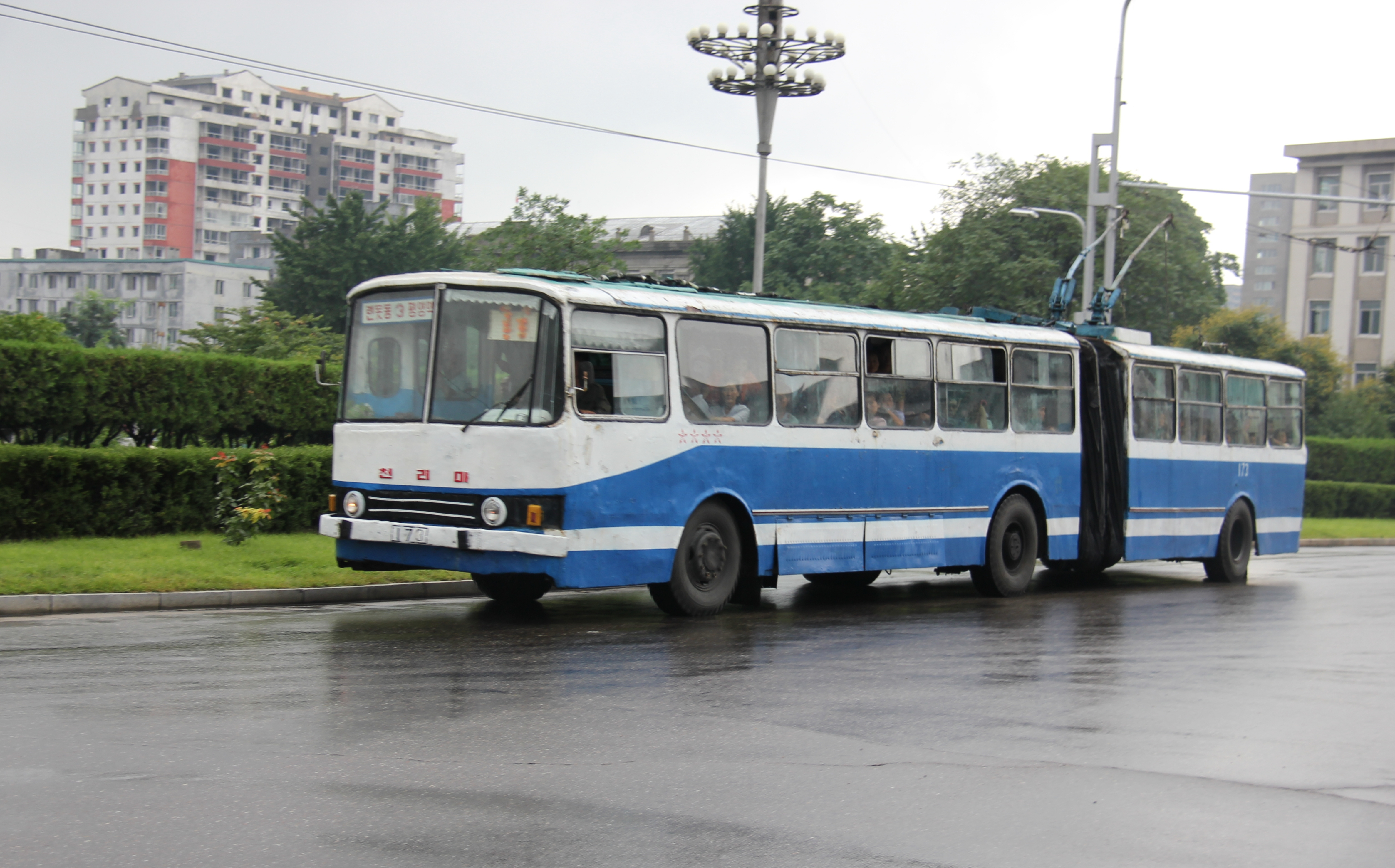
Ch’ŏllima 862

Mit dem Ch’ŏllima 862 wurde ein dreiachsiger Gelenkbus mit einem Fassungsvermögen für 170 Passagiere produziert. Er ist 16,8 m lang und wurde von 1986 bis 1990 gebaut.

### Sogiryon, Chongnyonjunwi (Ch’ŏllima 90)

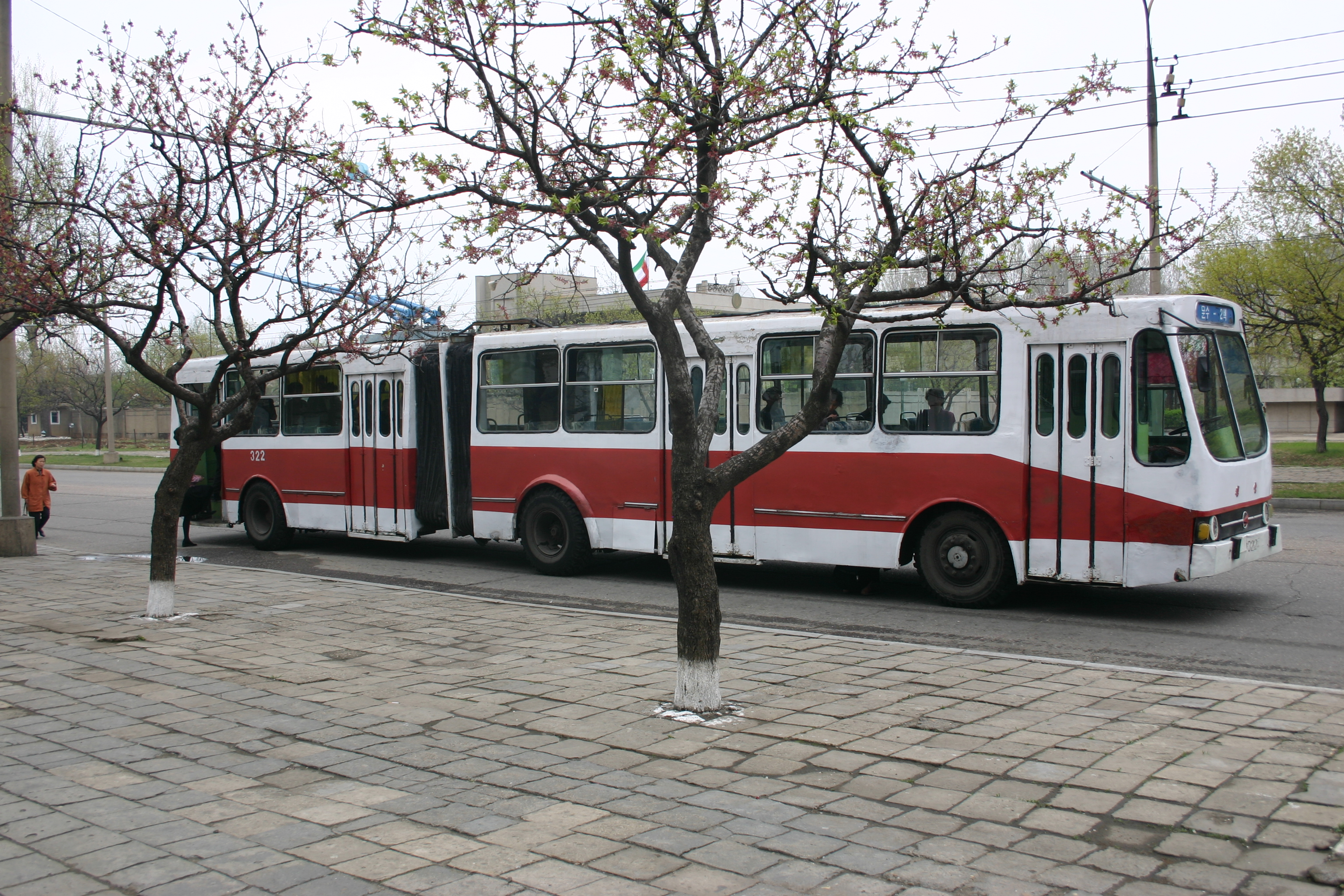
Ch’ŏllima 90

Der später als Ch’ŏllima 90 bezeichnete Oberleitungsbus wurde ab 1988 entwickelt und schließlich von 1990 bis 2003 hergestellt.

### Kwangboksonyon
In den frühen 90er Jahren wurde der Kwangboksonyon gebaut. Er war auf einer Briefmarke von 1992 abgedruckt.

### Chongnyonho
1990 wurde der Chongnyonho produziert.

### Chongnyonjunwi (Ch’ŏllima Sonyon)

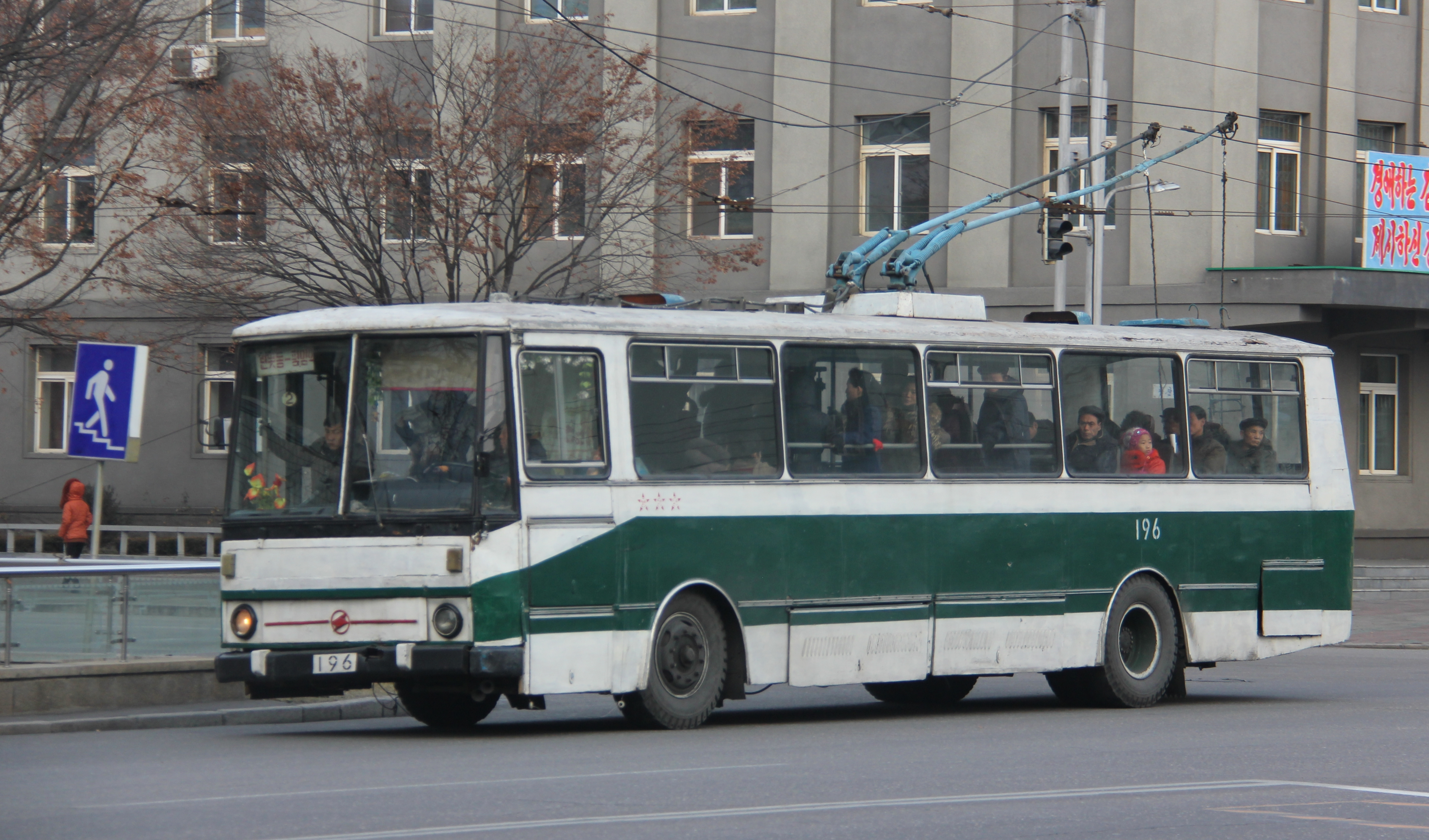
Chongnyonjunwi (Ch’ŏllima Sonyon)

Der Chongnyonjunwi wird seit 1996 gebaut und basiert auf den Karosa C734. Er wiegt 10,2 t und kann 100 Personen befördern, wovon 31 Plätze bestuhlt sind. Aus unbekannten Gründen wird seit 1999 ein gleichnamiger Bus hergestellt, welcher allerdings auf den Karosa B731 basiert. Manchmal wird dieser auch als Ch’ŏllima Sonyon ausgegeben. Einige Exemplare dienen als Servicefahrzeuge.

### Ch’ŏllima 091

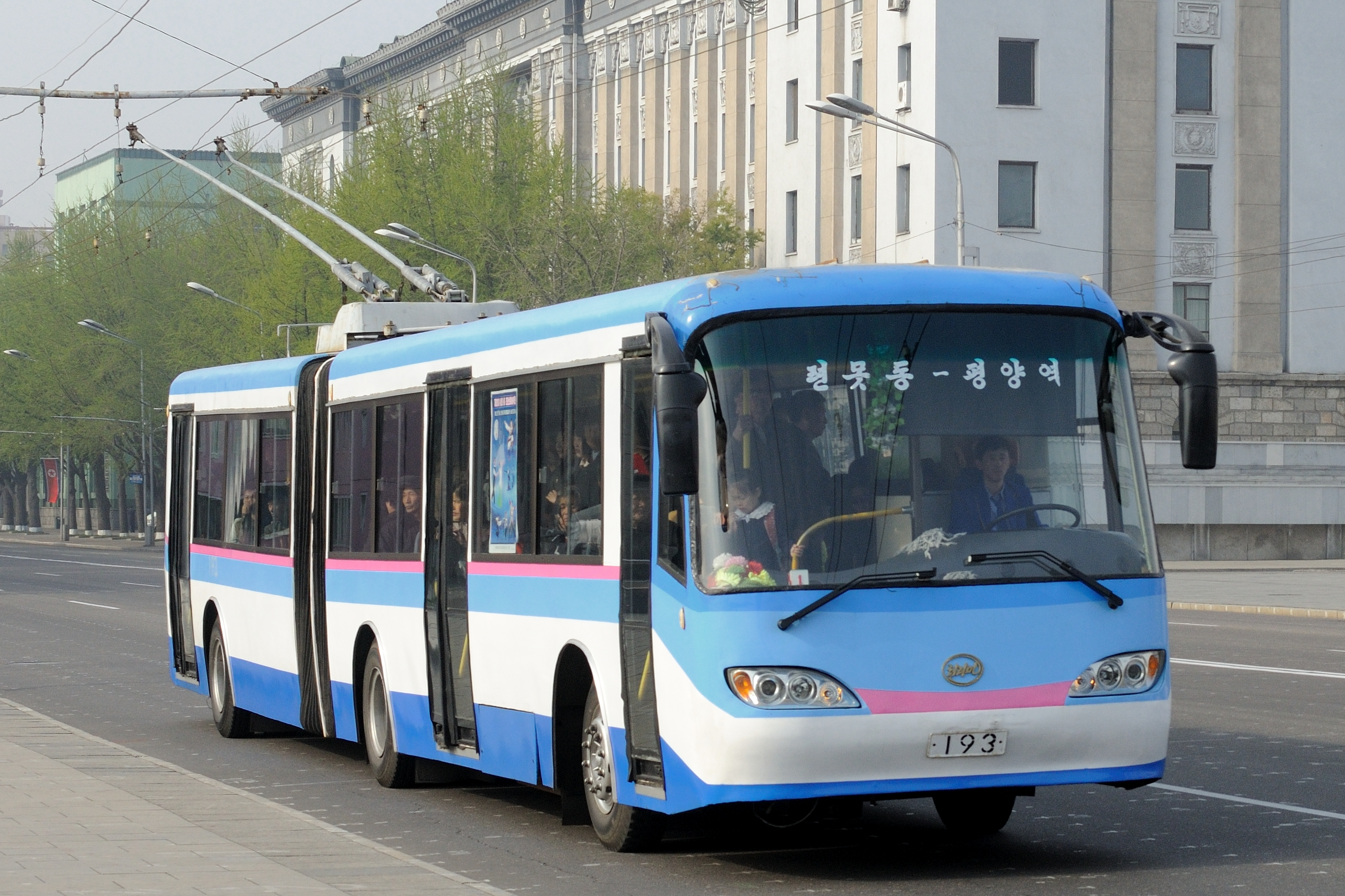
Ch’ŏllima 091

Der Ch’ŏllima 091 wurde ab 2009 entwickelt. Die ersten Prototypen wurden 2010 fertig. Seit 2011 wurden bis heute über 150 Stück gebaut.

### Weitere Fahrzeuge
Es gibt noch eine Reihe weiterer Fahrzeuge, deren Bezeichnung bisher nicht bekannt ist. Teilweise wurden auch herkömmliche Busse von Ikarus auf Obus-Betrieb umgerüstet. Dazu existiert noch eine Reihe von Servicefahrzeugen.
Ein neues Fahrzeug mit bisher unbekannter Bezeichnung wurde im Februar 2018 Kim Jong-un vorgestellt, dabei wurde auch vorher das Fabrikgelände saniert.

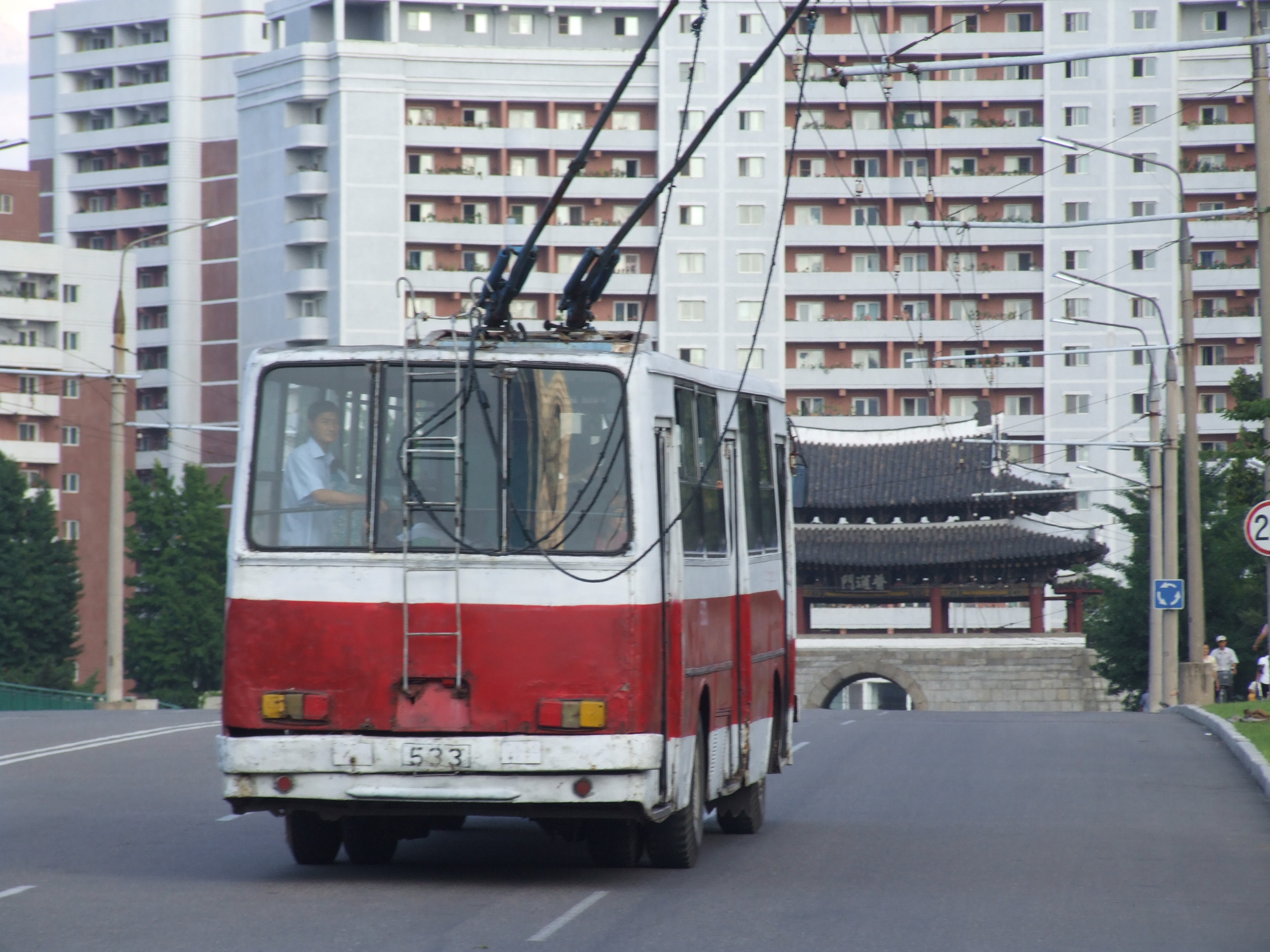
Ein umgerüsteter Ikarus
Servicefahrzeuge